# 芬蘭國家男子排球隊
芬蘭國家男子排球隊（芬蘭語：Suomen miesten lentopallomaajoukkue）是芬蘭的國家男子排球隊。芬兰在1957年加入國際排聯。芬蘭首次參加世界排球錦標賽是在1952年，首次參加歐洲排球錦標賽則是在1955年。芬蘭迄今為止參加了7次世界排球錦標賽。